# Sicista napaea
Sicista napaea, мишівка алтайська (Hollister, 1912) — один з 13 видів, що представляють рід Мишівка (Sicista).

## Опис
Довжина тіла 7,5 см, хвіст довжиною до 10,7 см, довжина ступні до 2 см. Хвіст має чітку двоколірність. Окрас спини темний, від світло-коричневого до буровато-іржавого, темної смуги немає. Черево жовтувато-біле.
Карітип — 42 хромосоми.
Зустрічається на відкритих та зарослих чагарниками ділянках, полях, що чергуються з невеликими лісами. Чисельність невелика. Веде одинокий спосіб життя. Активна вночі. Взимку впадає в сплячку. Харчується безхребетними, насінням, ягодами. Розмножується раз на рік (червень-липень), народжує 4-5 дитинчат.

## Систематика
Вперше вид був описаний Недом Холлістером в 1912 році в Алтайському краї Росії, на північному заході Алтайських гір, на Семінському хребті.

## Поширення
Вид поширений на Алтаї: Республіка Алтай в Росії та на сході Казахстану.